# 原卵黄目
原卵黄目（げんらんおうもく、Prolecithophora）は扁形動物門の分類群の一つである。いわゆるウズムシであり、主に海洋でみられる微小（通常は全長0.2〜12mm）な仲間である。現時点で5科15属150種程度が知られ、全世界的に生息すると考えられているが、温帯の浅海での研究がほとんどであるため、分布の詳細は不明。日本国内では2科5属7種と数種の未同定種が確認されている。いわゆるメイオベントスであり、一部の種を除き、底から離れることはめったにないものの、幼体はプランクトンとして浮遊する場合もある。以前、新卵綱（Neoophora）真卵黄亜綱（Eulecithophora）に属すとされていたグループのことであるが、近年、その上位分類が改定されつつある。

## 形態
腹側にある口の中にひだ状の咽頭または可変咽頭をもち、この咽頭を口から突出させることで捕食行動を行う。生殖腺と卵黄腺に明確な分離がない。多くの種は体内で受精する雌雄同体であり、受精卵は共通生殖孔と呼ばれる性器から出てくる。一部の種はこの生殖孔と口が合体している。体型はおおむね卵型から紡錘型であり、他の扁形動物門の下位分類群と比べ、多彩な色素をもつ。

## 分類

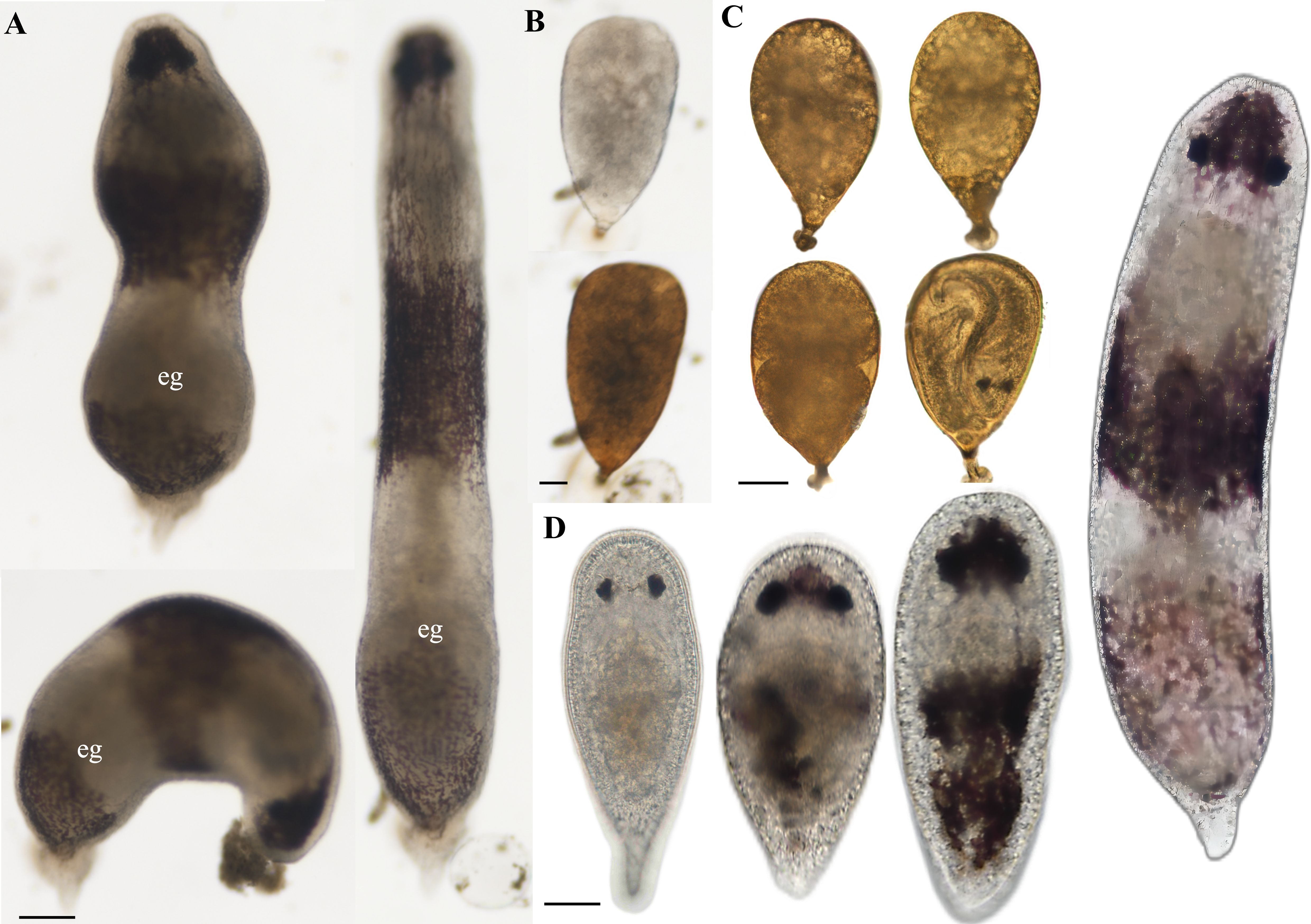
。Plagiostomidae科の一種。

2017年に行われた系統解析によれば、Protomonotresidae科は側系統であり、Pseudostomidae科は多系統であることが示されている。しかしながら、原卵黄目の下分類の研究は十分に進んでいない。

### Multipeniatidae
Multipeniatidae科は主に汽水域にみられるグループ。可変咽頭は繊毛溝を欠く。1属を含有する。

### Plagiostomidae
Plagiostomidae科は最も一般的な原卵黄目で、海洋の藻類上、付着生物群集内、間隙中でよくみられるグループ。海洋のみならず、淡水生のもののいる。2つまたは4つの眼をもち、これらは色素眼と呼ばれる。生殖腺と卵黄腺は分離し、対をなす。共通生殖孔は末端側に開口する。一部の種類は共通生殖孔が交尾のために反転する。8属を含有し、クロアミメウズムシ、イイジマナメクジムシやツルギナメクジムシなどが含まれる。

### Protomonotresidae
Protomonotresidae科は細長い体を持つグループ。繊毛溝を欠く。色素眼をもつものともたないものがいる。咽頭と生殖孔は前端で合わさる。2属を含有する。

### Pseudostomidae
Pseudostomidae科は生殖腺がコンパクトで被膜があるグループ。1つの繊毛溝をもち、色素眼をもつものが多い。咽頭と生殖孔は合わさっている。なお、Lilianna属は、咽頭が腹側中央にあり、生殖孔は後方にある。12属を含有する。

### Scleraulophoridae
Scleraulophoridae科は口と生殖孔が合わさって後方にあるグループ。